# Der Rodelkavalier
Der Rodelkavalier ist ein deutscher Stummfilm von Ernst Lubitsch aus dem Jahr 1918. Er zählt zu den verschollenen Filmen des Regisseurs.

## Inhalt
Ossi ist die behütete Tochter des Kommerzienrats Hannemann. Als sie einen Mann heiraten soll, den sie nicht mag, flüchtet sie in das verschneite Dorf Krummhübel. Hier trifft sie auf den selbstbewussten Sally Pinner, der sich jedoch nach kurzer Zeit nicht als Heiratskandidat entpuppt. Am Ende findet Ossi jedoch in einem dritten Mann den perfekten Liebhaber – zum Verdruss ihres Vaters.

## Produktion
Der Rodelkavalier entstand 1918 in den Ufa-Union-Ateliers, Tempelhof bei Berlin. Die Bauten schuf Kurt Richter. Die Uraufführung fand am 1. März 1918 im U.T. Kurfürstendamm und U.T. Nollendorfplatz in Berlin statt.